# Ethniki Ypiresia Pliroforion
Le Ethniki Ypiresia Pliroforion (EYP, Εθνική Υπηρεσία Πληροφοριών, ΕΥΠ) est le service de renseignement de la Grèce. Son quartier général est situé à Athènes. L'agence a été fondée en 1986 par la loi no 1645/86 du 28 août 1986 et a succédé au Kentrikì Ypiresia Pliroforiòn (Service central d’informations, KYP), fondé le 9 mai 1953. Elle est chargée de la préservation de la sécurité nationale par la collecte d'informations civiles, militaires et économiques. Elle s'occupe également de contre-espionnage et de contre-terrorisme.

## Histoire
Theodoros Dravilas est son directeur général en juillet 2012. Il a été remplacé par Panagiotis Kontoleon plus tard dans les années 2010.
En août 2022, le chef d'un parti d'opposition au Parlement grec déclare que son portable est sur écoute illégale. Cette accusation étant vraie, le premier ministre de la Grèce, Kyriákos Mitsotákis, déclare que c'est une « erreur [...] politiquement inacceptable ». Cette découverte mène à la démission du directeur de l'EYP, Panagiotis Kontoleon, ainsi qu'à celle de Grigoris Dimitriadis, « secrétaire général des services du premier ministre et neveu de ce dernier ». Le site d'investigation Reporters United a notamment indiqué que ce dernier a des intérêts financiers dans la société qui produit Predator, le logiciel-espion utilisé contre le chef du parti d'opposition. Dans les mois précédents, d'autres accusations d'espionnage illégal ont été portées à l'encontre de l'EYP.